# Coupe d'Irlande de football 2015
Navigation
Édition précédente Édition suivante
La Coupe d'Irlande de football 2015 est la 95e édition de la Coupe d'Irlande de football organisée par la Fédération d'Irlande de football. La compétition commence le 26 avril 2015, pour se terminer le 8 novembre 2015. Le vainqueur gagne le droit de participer à la Ligue Europa 2016-2017.
La compétition porte le nom de son sponsor principal : Daily Mail FAI Cup.

## Déroulement de la compétition

### Nombre d'équipes par divisions et par tour
40 équipes participent à cette édition de la Coupe d'Irlande. 
Les 20 équipes participant au championnat d’Irlande, Premier et First Division, sont directement qualifiées pour le deuxième tour.

## Premier tour
Le tirage au sort du premier tour a lieu le 7 avril 2015 au siège de la FAI à Abbotstown. Il est effectué par le président de la Fédération et par Brendan Clarke gardien de but de St. Pat's.
Ce premier tour rassemble 20 équipes amateur évoluant dans les championnats Juniors ou Intermédiate. Ont été sélectionnées les quatre demi-finalistes de la Junior's Cup et les seize huitièmes finalistes de l'Intermediate Cup.
| Club recevant       | Score | Club visiteur    | Lieu de la rencontre             | Date     |
| ------------------- | ----- | ---------------- | -------------------------------- | -------- |
| St Mary's           | 0-1   | Avondale United  | St Mary's Park                   | 24 avril |
| UCC                 | 0-4   | North End United | The Mardyke                      | 26 avril |
| Glenville           | 0-1   | Firhouse Clover  | Palmerstown CS                   | 26 avril |
| Cobh Wanderers      | 2-0   | Clonmel Celtic   | Old Church Park                  | 25 avril |
| College Corinthians | 0-1   | Crumlin United   | Castletreasure                   | 25 avril |
| Cockhill Celtic     | 1-0   | Casement Celtic  | Charlie O’Donnell Sports Grounds | 25 avril |
| Killester United    | 3-0   | Dunboyne         | Haddon Park                      | 26 avril |
| St. Mochtas         | 5-2   | Arklow Town      | Porterstown Road                 | 26 avril |

Quatre équipes sont directement qualifiées pour le tour suivant : Sheriff YC, Liffey Wanderers, Edenderry Town, Tolka Rovers.

## Deuxième tour
Le tirage au sort du deuxième tour de la Coupe d'Irlande 2015 a lieu le mercredi 6 mais 2015 à l'Aviva Stadium. Il est effectué par Paul McGrath ancienne gloire du football irlandais et par Tony Fitzgerald, Président de la Fédération.
les matchs ont lieu les 30 et 31 mai sur le terrain du premier nommé.
La tête d'affiche de ce deuxième tour est le match entre le tenant du titre St. Patrick's Athletic FC et son voisin et meilleur ennemi les Shamrock Rovers.
| Club                      | Score       | Club             | Lieu de la rencontre             | Date   |
| ------------------------- | ----------- | ---------------- | -------------------------------- | ------ |
| Tolka Rovers              | 2-1         | Waterford United | The Frank Cooke Complex          | 29 mai |
| Dundalk FC                | 5-0         | Shelbourne FC    | Oriel Park                       | 29 mai |
| Athlone Town              | 3-2         | Liffey Wanderers | Athlone Town Stadium             | 30 mai |
| Cobh Wanderers            | 3-3         | Avondale United  | Old Church Park                  | 31 mai |
| Avondale United           | -           | Cobh Wanderers   | Avondale Park                    | 3 juin |
| Edenderry United          | 0-3         | Derry City FC    | Paddy Maloney Park               | 31 mai |
| Longford Town             | 1-1         | Finn Harps       | City Calling Stadium             | 29 mai |
| Finn Harps                | 0-0 tab 3-4 | Longford Town    | Finn Park                        | 1 juin |
| Cockhill Celtic           | 3-0         | St Mochta's      | Charlie O'Donnell Sports Grounds | 31 mai |
| Wexford Youths FC         | 0-2         | Cork City FC     | Ferrycarrig Park                 | 29 mai |
| Galway United             | 1-0         | North End United | Eamonn Deacy Park                | 29 mai |
| Killester United          | 3-0         | Cobh Ramblers FC | Haddon Park                      | 30 mai |
| UC Dublin                 | 1-3         | Sheriff FC       | The UCD Bowl                     | 31 mai |
| St. Patrick's Athletic FC | 2-1         | Shamrock Rovers  | Richmond Park                    | 29 mai |
| Bohemian FC               | 4-1         | Firhouse Clover  | Dalymount Park                   | 29 mai |
| Sligo Rovers              | 2-0         | Crumlin United   | The Showgrounds                  | 31 mai |
| Bray Wanderers            | 3-1         | Limerick FC      | Carlisle Grounds                 | 29 mai |
| Drogheda United           | 3-1         | Cabinteely FC    | United Park                      | 29 mai |

Trois équipes disputant le Championnat d'Irlande sont battues par des équipes totalement amateurs : Cobh Ramblers sur le terraiin de Killester United, Waterford United sur celui des Tolka Rovers et UCD qui a perdu à domicile contre les juniors du Sheriff FC.

## Troisième tour
Le troisième tour se dispute entre le 21 et le 23 août 2015.
Ce tour est marqué par plusieurs chocs entre équipes de première division avec notamment le match Cork  contre St. Pat's qui oppose deux des quatre meilleures équipes du moment.
Quelques équipes amateurs tentent de tirer leur épingle du jeu contres des équipes professionnelles. C'est le cas notamment de Sheriff YC, un habitué des résultats surprises en Coupe d'Irlande. 
| Club            | Score        | Club                      | Lieu de la rencontre             | Date    |
| --------------- | ------------ | ------------------------- | -------------------------------- | ------- |
| Tolka Rovers    | 0-4          | Killester United          | The Frank Cooke Complex          | 21 août |
| Galway United   | 1-4          | Dundalk FC                | Eamonn Deacy Park                | 21 août |
| Derry City FC   | 2-0          | Drogheda United           | The Brandywell                   | 21 août |
| Sherrif YC      | 2-2          | Athlone Town              | Clontarf Astro                   | 21 août |
| Athlone Town    | 0-0 3-4(tab) | Sherrif YC                | Athlone Town Stadium             | 24 août |
| Cork City FC    | 4-0          | St. Patrick's Athletic FC | Turners Cross                    | 21 août |
| Bohemian FC     | 0-1          | Bray Wanderers            | Dalymount Park                   | 21 août |
| Cockhill Celtic | 0-2          | Longford Town             | Charlie O’Donnell Sports Grounds | 22 août |
| Cobh Wanderers  | 0-4          | Sligo Rovers              | St Colman's Park                 | 22 août |

## Quarts de finale
Les quarts de finale se déroulent le 11 septembre 2015.
| Club           | Score | Club             | Lieu de la rencontre | Date         |
| -------------- | ----- | ---------------- | -------------------- | ------------ |
| Bray Wanderers | 2-0   | Killester United | Carlisle Ground      | 11 septembre |
| Longford Town  | 3-1   | Sheriff YC       | City Calling Stadium | 11 septembre |
| Dundalk FC     | 4-0   | Sligo Rovers     | Oriel Park           | 11 septembre |
| Derry City FC  | 1-1   | Cork City FC     | The Brandywell       | 11 septembre |
| Cork City FC   | 3-0   | Derry City FC    | Turner's Cross       | 13 septembre |

## Demi-finales
| Demi-finale | Dundalk FC            | 2–0   | Longford Town | Oriel Park                                      |                                                 |
|             | Barret 36e · Finn 49e | (1–0) |               | Spectateurs : 3 526 Arbitrage : Paul McLaughlin | Spectateurs : 3 526 Arbitrage : Paul McLaughlin |
|             | Rapport               |       |               | Spectateurs : 3 526 Arbitrage : Paul McLaughlin | Spectateurs : 3 526 Arbitrage : Paul McLaughlin |

| Demi-finale    | Bray Wanderers | 0–1   | Cork City FC | Carlisle Grounds                           |                                            |
| 4 octobre 2015 |                | (0–0) | Morrisey 60e | Spectateurs : 2 173 Arbitrage : Neil Doyle | Spectateurs : 2 173 Arbitrage : Neil Doyle |
| 4 octobre 2015 | Rapport        |       |              | Spectateurs : 2 173 Arbitrage : Neil Doyle | Spectateurs : 2 173 Arbitrage : Neil Doyle |

## Finale
Les deux meilleures équipes du championnat se rencontrent en finale de la Coupe d'Irlande 2015. Le match a lieu à l'Aviva Stadium.
| Finale          | Cork City Football Club | 0-1 a. p. | Dundalk Football Club | Aviva Stadium                                |                                              |
| 8 novembre 2015 |                         | (0-0–)    | Richard Towell 107e   | Spectateurs : 25 103 Arbitrage : Dave McKeon | Spectateurs : 25 103 Arbitrage : Dave McKeon |
| 8 novembre 2015 | Rapport                 |           |                       | Spectateurs : 25 103 Arbitrage : Dave McKeon | Spectateurs : 25 103 Arbitrage : Dave McKeon |

Dundalk Football Club remporte sa dixième Coupe d'Irlande et réalise le doublé coupe-championnat, affirmant ainsi sa domination sur le football irlandais.